# Тисс, Урсула
Урсула Тисс (нем. Ursula Thiess, урожд. Урсула Шмидт, Ursula Schmidt; 15 мая 1924, Гамбург — 19 июня 2010, Бербанк, Калифорния) — американская актриса

 немецкого происхождения.

## Биография
В 1942 году Урсула вышла замуж за немецкого кинопродюсера Георга Отто Тисса. В семье родилось двое детей, но брак распался в 1947 году. После развода Урсула Тисс успешно работала фотомоделью и переехала из Берлина в Мюнхен. В 1949 году состоялся её дебют в кинематографе в небольшой роли в фильме режиссёра Харальда Брауна Nachtwache, где её коллегами по сцене выступили Луиза Ульрих, Рене Дельтген и Дитер Борше.
Весной 1951 года по приглашению Говарда Хьюза Урсула Тисс приехала вместе с двумя детьми в Голливуд, где подписала контракт с киностудией RKO Pictures. Представленная в СМИ как «самая красивая женщина мира», Тисс появилась в 1951 году на обложке журнала Life. В Голливуде Тисс снялась в нескольких кинолентах, но ожидавшийся взлёт карьеры не удался. В своём первом голливудском фильме 1952 года Monsoon она сыграла на пару с Джорджем Нейдером. Она также снималась с такими звёздами Голливуда, как Гленн Форд, Рок Хадсон и Роберт Митчем.
В 1954 году Урсула Тисс вышла замуж за американского актёра Роберта Тейлора. С рождением их двух общих детей Урсула посвятила себя семье и появлялась на кино- и телевизионных экранах лишь эпизодически. Вместе с супругом она сыграла в нескольких эпизодах телевизионного сериала, где Тейлор играл главную роль. В 1963 году Тисс снялась в одной из серий криминального телесериала 77 Sunset Strip. Роберт Тейлор умер в 1969 году от рака лёгкого, в том же году умер её старший сын. в 1970-е годы Тисс вышла замуж в третий раз и овдовела в 1986 году. Последние годы жизни Тисс провела в доме престарелых в Калифорнии. В 2003 году увидела свет её автобиография.

## Фильмография
- 1949: Nachtwache
- 1952: Monsoon
- 1954: Bengal Brigade
- 1955: The Americano
- 1956: Bandido
- 1960—1961: The Detectives Starring Robert Taylor
- 1963: 77 Sunset Strip
- 1972: Left Hand of Gemini